# Brian Joubert
Brian Joubert (Poitiers, Francia, 20 de septiembre de 1984) es un patinador artístico francés retirado. Fue el  campeón del mundo de 2007, campeón de Europa 2004, 2007, 2009 y campeón de Francia de 2003 a 2008 y de 2011 a 2012. Ha ganado 16 medallas en total en los Campeonatos Europeo y del Mundo de Patinaje Artístico sobre Hielo.

## Biografía

### Infancia
Brian Joubert es hijo de Jean-Michel y Raymonde Joubert. A los 11 meses de edad se apercataron de que sufría de una infección grave de estafilococos adquirida en el hospital de maternidad y tuvieron que extirparle un riñón para salvarle la vida.
Empezó a patinar a los cuatro años junto con sus dos hermanas mayores y tomó parte en su primera competición a los cinco años. También practicaba al hockey sobre hielo, pero empezó a concentrarse predominantemente en el patinaje artístico a los seis años. Aunque se inició en la disciplina de danza sobre hielo, le fascinaban los saltos y al poco tiempo empezó a practicar al patinaje artístico individual. Su primera entrenadora, Véronique Guyon se percató de su talento y lo animó a volcarse en el deporte. En el año 2000 se proclama campeón novato y subcampeón júnior de Francia. Al año siguiente solo logra la cuarta posición en la categoría júnior.

### Carrera competitiva

#### Temporada 2001/2002
Brian Joubert empezó a hacerse notar por sus resultados en competiciones en la temporada 2001-2002. Utilizó música mexicana para su programa corto y la banda sonora de la película La Misión en el programa libre. Al principio de la temporada se clasificó noveno en la competición Skate America y alcanzó por primera vez el podio en el Campeonato de Francia de categoría sénior, donde quedó tercero, detrás de Gabriel Monnier y Frédéric Dambier. Esta clasificación le permitió acudir al Campeonato Europeo en Lausanne. En esta competición obtuvo la medalla de bronce, batiendo a sus dos compatriotas Monnier y Dambier; los rusos  Alekséi Yagudin y Alexander Abt consiguieron el oro y la plata respectivamente. Gracias a este resultado fue seleccionado para el equipo olímpico de Francia en los Juegos de Salt Lake City. Acabó 14.º en  esta competición y 13.º en el Campeonato Mundial en Nagano.

#### Temporada 2002/2003
En la temporada 2002/2003 Joubert utilizó la canción «Time» de Pink Floyd en el programa corto y la banda sonora de Los intocables en el programa libre. Ganó Skate America en octubre de 2002, la primera vez que alcanzó en primer puesto en una competición del Grand Prix. A pesar de un mediocre resultado en el Trofeo Lalique donde solo obtuvo la quinta plaza, logró clasificarse para la final. En el Campeonato de Francia ganó la medalla de oro, por delante de Stanick Jeannette y Frédéric Dambier.
En el Campeonato Europeo de 2003, que tuvo lugar en Malmö avanzó un puesto respecto a la temporada anterior para convertirse en el subcampeón de Europa. En la final del grand Prix en San Petersburgo obtuvo la medalla de bronce.  Días después quedó en sexta posición en Campeonato Mundial en Washington D. C..

#### Temporada 2003/2004

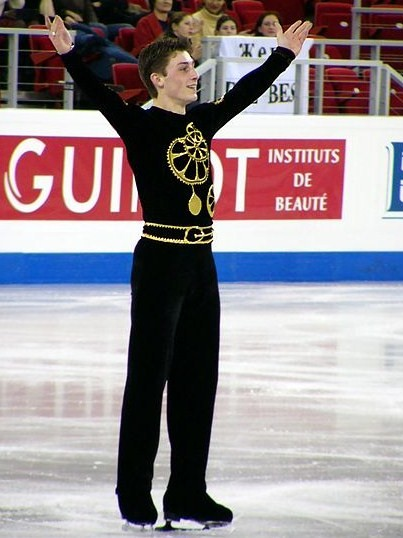
Brian Joubert en el programa corto del Campeonato Europeo de 2004 en Budapest

En 2003 Joubert empleó al campeón olímpico ruso Alekséi Yagudin como consejero. También dejó a Guyon, su entrenadora desde sus comienzos deportivos, por Laurent Depouilly. Decidió utilizar el mismo programa corto que la temporada anterior y confeccionó un programa libre nuevo con la música de la película The Matrix, en particular las piezas «Clubbed to Death» de Rob Dougan y «Spybreak» de The Propellerheads. En la serie del Grand Prix, acabó segundo en la Copa de China pero solo llegó a cuarto en el Trofeo Lalique, insuficiente para clasificarse para la final. Logró defender su título nacional en diciembre en Briançon, venciendo a Frédéric Dambier y Stanick Jeannette.
En el Campeonato Europeo de 2004 batió a Yevgueni Pliúshchenko y se convirtió en el primer francés en conseguir este título en cuarenta años, desde la victoria de Alain Calmat en el Campeonato de 1964. Unas semanas más tarde acabó segundo en Campeonato Mundial, esta vez por detrás de Pliúshchenko. Al final de la semana se desplazó a Simsbury para continuar entrenándose con Depouilly y Yagudin entre otros.

#### Temporada 2004/2005
En esta temporada, Joubert usó la música de Blue Men Group — las canciones «Exhibit 13», «Above» y «Time to start» — en su programa corto y la banda original de 1492: La conquista del paraíso en el programa libre. Ganó por segunda vez Skate America y se clasificó segundo en el Trofeo Éric Bompard. Se proclamó de nuevo campeón de Francia en Rennes por delante de Frédéric Dambier y Samuel Contesti. A pesar del buen comienzo de temporada, no logró más que la quinta plaza en la final del Grand Prix en Pekín.
En enero de 2005 decidió dejar a Laurent Depouilly
para volver a entrenarse con su antigua entrenadora Véronique Guyon. A pesar de este cambio precipitado tan solo unos días antes del comienzo del Campeonato Europeo en Turín, obtuvo la medalla de plata en esta competición, que ganó Pliúshchenko. En el Campeonato Mundial, descendió al sexto puesto desde la segunda plaza del año anterior. La mala actuación de Joubert en esta competición se achacó al abandono de Pliúshchenko antes del programa libre; esto dejaba la puerta del título mundial abierta a Joubert, en segunda posición en el programa corto; este sin embargo pareció no poder soportar la presión y se desmoronó tras una caída en el primer salto del programa libre, acabando 13.º en este segmento de la competición. En junio de 2005 volvió a dejar a Guyon, esta vez para trabajar con el entrenador ruso Andrei Berezintsev.

#### Temporada 2005/2006
Joubert se fijó un objetivo prioritario para la temporada 2005/2006: convertirse en campeón olímpico. Nikolai Morozov compuso su programa corto con un tema de James Bond y el programa libre con la música de Lord of the Dance. En la serie del Grand Prix de 2005 obtuvo la medalla de bronce en Skate America y la de plata en el Trofeo Éric Bompard. En diciembre conquistó por cuarta vez el título de campeón de Francia, batiendo a sus contrincantes Samuel Contesti y Alban Préaubert, pero los dolores de espalda a consecuencia de una caída en el toe-loop cuádruple le imposibilitaron tomar parte en la final del Grand Prix en Tokio.
El Campeonato Europeo de 2006, última competición antes de los Juegos Olímpicos de Turín, tuvo lugar en Lyon. Joubert retrocedió un puesto con respecto a la temporada anterior, al ser sobrepasado tanto por Yevgeni Pliúshchenko como por Stéphane Lambiel. En los Juegos Olímpicos terminó en cuarto lugar en el programa corto, pero tuvo muchos fallos en el programa libre que, con dos  axels triples y dos toe-loops cuádruples, resultó demasiado ambicioso. Acabó en sexto lugar. A la vista de este resultado decidió volver a patinar su programa libre de la temporada 2003/2004 en el Campeonato Mundial el mes siguiente. En esta competición, ganó el programa corto y consiguió la segunda plaza en el programa libre y la clasificación general, a muy poca distancia del ganador, Lambiel. Al final de la temporada empezó a trabajar con Kurt Browning para preparar los programas de la temporada siguiente, aunque siguió entrenándose con Berezintsev hasta julio de 2006.

#### Temporada 2006/2007

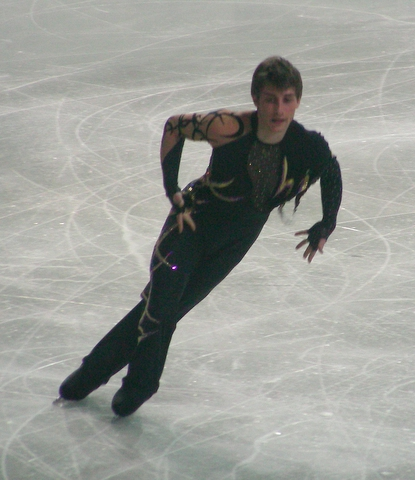
Joubert realizando su programa libre en el Campeonato de Europa de 2007

En el verano de 2006 Joubert cambió otra vez de entrenador, contratando los servicios del antiguo campeón francés y especialista técnico en el nuevo sistema de puntuación de la ISU Jean-Christophe Simond. Brian reutilizó su programa corto James Bond y un nuevo programa libre con versiones de temas del grupo Metallica interpretadas por el cuarteto finlandés Apocalyptica. Al comienzo de la temporada ganó el Trofeo Éric Bompard así como la Copa de Rusia, donde estableció un nuevo récord personal gracias a tres saltos cuádruples en el programa libre. Asimismo ganó la final del Grand Prix en San Petersburgo y defendió su título de campeón de Francia frente a  Yannick Ponsero y Samuel Contesti.
Esta buena racha continuó durante el Campeonato de Europa de 2007, donde ganó su segunda medalla de oro en esta compatición. En marzo, se proclamó también campeón del mundo por primera vez en su carrera, batiendo al mismo tiempo su récord personal de puntuación. Joubert concluyó invicto la mejor temporada de su carrera. Durante la temporada baja participó en el torneo Stars on Ice con el equipo de patinaje artístico de Francia. Para sus actuaciones escogió la canción «Love is all» de Roger Glover.

#### Temporada 2007/2008

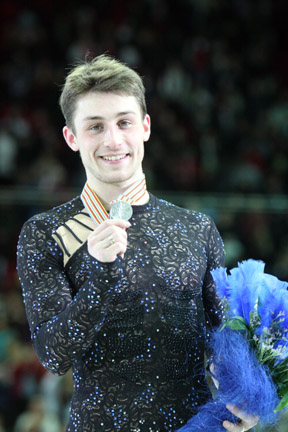
En el podio del Campeonato Mundial de 2008

Joubert conservó el programa libre de Apocalyptica en la temporada 2007/2008, pero compuso un programa corto nuevo con la música de la canción «All for you». Ganó su primera competición del Grand Prix de 2007, Skate Canada, pero se tuvo que retirar del Trofeo Éric Bompard a mediados de noviembre por causa de enfermedad, lo cual le excluyó de clasificarse para la final. Este problema de salud no le impidió conquistar su sexto título nacional en Megève, por delante de Ponsero y Préaubert.
En el Campeonato Europeo de 2008 no pudo conservar su título y quedó tercero, por detrás de Tomáš Verner y Stéphane Lambiel. En el Campeonato Mundial, que tuvo lugar en Gotemburgo realizó un mal programa corto: sufrió una caída en el lutz triple y obtuvo el sexto puesto. Sin embargo, quedó segundo en el programa libre y remontó hasta la segunda posición en la clasificación general, tras Jeffrey Buttle.

#### Temporada 2008/2009

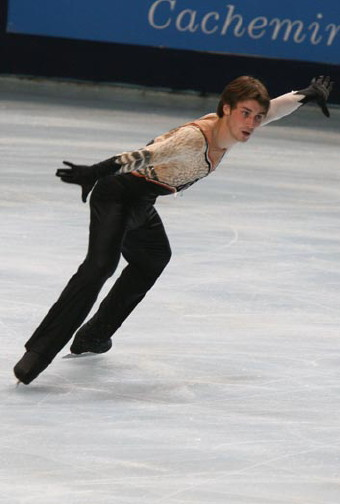
Brian Joubert en el Trofeo Éric Bompard en noviembre de 2008

Al comienzo de esta temporada Joubert patinó con la música de la película El último mohicano en el programa libre y de la canción «Rise» de Safri Duo en el programa corto. Quedó cuarto en el Trofeo Éric Bompard y primero en la Copa de Rusia. En la final del Grand Prix, acabó tercero en el programa corto, pero tuvo que abandonar antes de patinar el programa libre debido a dolor en la espalda resultante de una caída en una sesión de entrenamiento. Por la misma causa, debió renunciar a participar en el Campeonato de Francia, pasando el título a Yannick Ponsero.
Joubert se presentó al Campeonato Europeo de 2009 con un programa libre nuevo, con la música de The Matrix Reloaded y Requiem for a Dream y sin haber recobrado plenamente su forma. Ello no fue óbice para ganar su tercer título europeo. Dos meses más tarde, en el Campeonato Mundial, ganó el programa corto, pero descendió a la tercera posición tras varios fallos en el programa libre, incluyendo una caída en un axel doble al final del programa. Evan Lysacek y Patrick Chan ganaron las medallas de oro y plata respectivamente. Joubert anunció el fin de la relación con su entrenador Jean-Christophe Simond en abril, dando como razón la falta de confianza de este en Joubert y sus prospectos para los Juegos Olímpicos de 2010. Laurent Depouilly se convirtió en su nuevo entrenador.
En abril, Brian Joubert tomó parte en una nueva competición organizada por la ISU: el Trofeo Mundial por equipos. Ganó el programa corto, pero acabó tercero en el programa libre y segundo en la clasificación general, detrás del nuevo campeón del mundo Evan Lysacek. Contribuyó 11 puntos al equipo de Francia, que acabó en cuarto lugar,  precedido por los de Estados Unidos, Canadá y Japón.

#### Temporada 2009/2010
Joubert deseaba colaborar con la entrenadora Tatinana Tarasova en la coreografía de sus programas para la temporada olímpica, pero el estado de salud de ella lo impidió. En su lugar, Joubert contó con la ayuda de la pareja de danza sobre hielo Albena Denkova y Maksím Stavinski. Decidió utilizar el mismo programa corto de la temporada anterior y construir un nuevo programa libre con «Ancient Land»  de Ronan Hardiman. En el Trofeo Éric Bompard, cometió errores en ambos programas y no acabó más que cuarto. En el Trofeo NHK patinó mucho mejor y ganó la competición. A finales de noviembre se cortó el pie derecho con la cuhilla del patín izquierdo. La herida requería una operación y esto le impidió participar tanto en la final del Grand Prix como, por segunda vez consecutiva, en el Campeonato de Francia. Joubert se recuperó a tiempo para competir en el Campeonato Europeo de 2010 en Tallin, la última competición antes de los Juegos Olímpicos. Aunque mejoró su marca personal en el programa corto con 88,55 puntos, terminó por detrás de Pliúshchenko. En el programa libre fue batido por Pliúshchenko y Lambiel y se tuvo que contentar con la medalla de bronce en su novena presencia consecutiva en el podio europeo.
En los Juegos Olímpicos de Vancouver tuvo dos fallos en los saltos y acabó 18.º en esta fase de la competición, y en el programa libre solo mejoró su clasificación en dos puestos. Debido a este resultado, la federación francesa de deportes sobre hielo demandó que superara una prueba de selección junto a Yannick Ponsero y a Alban Préaubert para determinar el equipo francés para el Campeonato Mundial de 2010. Tras superar la selección, Joubert se rehabilitó al obtener la medalla de bronce y batir su anterior récord personal de 240,85 puntos por 69 décimas. Daisuke Takahashi y Patrick Chan ganaron las medallas de oro y plata respectivamente.

#### Temporada 2010/2011

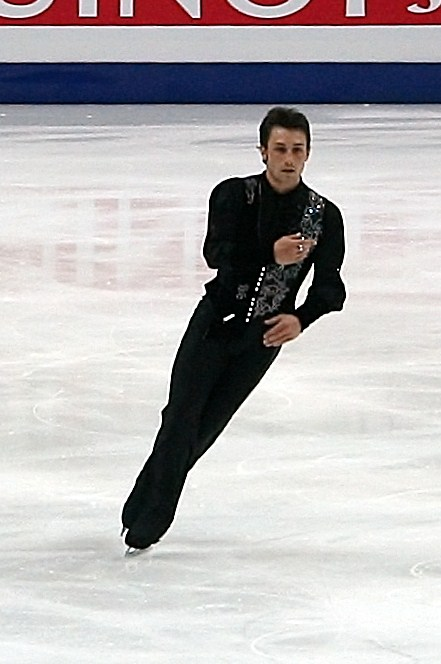
Brian Joubert en el Campeonato Mundial de 2011

Tras la temporada olímpica, Joubert volvió con su antigua entrenadora Véronique Guyon. Sus objetivos para esta temporada eran ganar todas las competiciones, como en la temporada 2006/2007 y reconquistar los títulos europeo y mundial. Utilizó Malagueña y una porción de la banda sonora de Desperado 2 para el programa corto, y por primera vez en su carrera, eligió música clásica para el programa libre, la Novena sinfonía de Beethoven. En noviembre quedó cuarto en la Copa de China y tuvo que abandonar en el Trofeo Éric Bompard antes del programa libre debido a una gastroenteritis.  En diciembre ganó por séptima vez el Campeonato de Francia.
La victoria en el campeonato francés le dio confianza para enfrentarse al Campeonato Europeo de 2011. A causa de una caída en el lutz triple quedó relegado a la séptima plaza en el programa corto, pero logró ganar el programa libre y ascender hasta el segundo puesto en la general, detrás de su compatriota Florent Amodio. Esta medalla de plata era su décima medalla consecutiva en el Campeonato Europeo. En 2001, el Campeonato Mundial, que se iba a celebrar en Tokio tuvo que suspenderse a causa del terremoto en la costa oriental de Japón. La competición tuvo lugar en Moscú al mes siguiente. Joubert acabó en octava posición, la primera vez que no lograba una medalla en esta competición desde 2006.

#### Temporada 2011/2012
En esta temporada, Joubert escogió una mezcla de  «Genesis» del grupo Justice y «Aerodynamic» de Daft Punk para el programa corto y «Clubbed to Death» de Rob Dougan, de la banda sonora de la película The Matrix para el programa libre. El 27 de octubre se lesionó la espalda durante una pirueta y tuvo que renunciar a participar en la Copa de China y en el Trofeo Éric Bompard. Sin embargo, pudo participar en el Campeonato de Francia, que ganó por octava vez.
En el Campeonato Europeo de 2012 cometió numerosos errores en los dos programas y acabó en octava plaza, la primera vez que no lograba ganar una medalla en este campeonato en 10 años. En el Campeonato Mundial, en Niza, realizó una buena actuación en las dos fases de la competición y logró batir su mejor puntuación del programa libre y total hasta la fecha. A pesar de ello, no consiguió una medalla, quedando en cuarta posición.

#### Temporada 2012/2013
La música del programa corto en 2012/2013 fue la misma que la temporada anterior. El program libre está basado en la banda sonora de Inception, compuesta por Hans Zimmer. Joubert tuvo que entrenarse en París con Annick Dumont debido a las obras de remodelación de la pista de patinaje de Poitiers. En la Copa de China de 2012 Brian Joubert cayó enfermo antes de la competición y renunció a patinar el programa libre tras quedar séptimo en el programa corto. Does semanas más tarde, en el Trofeo Éric Bompard, obtuvo la tercera posición en el programa corto tras un programa satisfactorio pero no totalmente sin fallos. En el programa libre sufrió una caída en el salto cuádruple al principio de su actuación y acabó cuarto en la clasificación general. No participó en el Campeonato de Francia por enfermedad, pero fue seleccionado para el Campeonato Europeo, donde se clasificó en cuarta posición con una buena actuación aunque no totalmente exenta de errores. En el Campeonato Mundial en London (Canadá) obtuvo la novena plaza.

#### Temporada 2013/2014
Para la temporada 2013/2014, Joubert escogió «Mutation», del espectáculo Amaluna del Circo del Sol como el tema del programa corto y Concierto de Aranjuez de Joaquín Rodrigo para el programa libre. Se clasificó en segundo lugar en el Campeonato de Francia, por detrás de Florent Amodio. En el Campeonato Europeo de Budapest sufrió dos caídas en el programa corto. En el programa libre cometió un error en un salto cuádruple y solo alcanzó la octava posición en la clasificación general. Participó en los Juegos Olímpicos de Sochi, donde quedó séptimo en el programa corto, pero descendió al puesto decimocuarto en el programa libre y decimotercero en la clasificación final. Durante los Juegos, anunció su retirada del patinaje competitivo.

### Vida extradeportiva
Joubert tiene una reputación de Don Juan  resultando en parte de su éxito con las entusiatas del patinaje artístico y una corta relación con la Miss Francia Laetitia Bléger. Posteriormente tuvo una relación con la patinadora italiana Valentina Marchei, de la que se separó en 2009. Joubert tiene un perro bulldog llamado Blade y peces tropicales. Su otras grandes aficiones son el motociclismo y las carreras de coches. También patrocina una asociación para niños que sufren el síndrome de Williams.
Joubert ha aparecido en varios programas de televisión en Francia y en materiales promocionales del Comité Olímpico de Francia, su ciudad natal Poitiers, y anuncios de sus patrocinadores: la empresa confeccionante de ropas Damart y los fabricantes de patines Risport.  Entre sus patrocinadores también se cuentan Éric Bompard, los fabricantes de cuchillas de patines MK, la empresa de productos de salud y belleza LPG Systems, y Rossignol, fabricante de equipo de deportes de invierno.
Brian Joubert ha publicado dos autobiografías: Brian Joubert: le Feu sur la Glace, en 2006, con la colaboración de Loïc Lejay y Céline Longuèvre  y Brian Joubert sur papier glacé en febrero de 2010, con Loïc Lejay. Tiene planes para convertirse en entrenador al final de su carrera deportiva.

## Logros en el patinaje
Joubert es famoso por sus saltos. Ha logrado realizar el salchow cuádruple en competición y posee un toe-loop cuádruple sólido. En la Copa de Rusia de 2006 realizó tres saltos cuádruples: dos toe-loop —uno de ellos en combinación y un salchow, el primer patinador europeo en conseguirlo. Considera que los cuádruples son muy importantes para el futuro del patinaje artístico como deporte. Según un programa japonés de televisión, Cuerpo milagroso, los músculos abdominales de Joubert son excepcionalmente fuertes, lo que le permite controlar bien la fuerza centrífuga y mantenerse derecho en el aire durante los saltos multirrotacionales. Su fuerza muscular se considera equivalente a la de un atleta capaz de correr los 100 m en menos de 10 segundos. Por otro lado, se le ha criticado por falta de variedad en las piruetas, aunque normalmente obtiene una buena puntuación por estas.

## Honores
Joubert ha recibido los siguientes premios:
- Premio François Lafon (2003), otorgado a deportistas jóvenes prometedores.[69]
- Premio de la villa de París (2007), otorgado por la Academia Francesa del Deporte por una actuación en el terreno deportivo reveladora de cualidades excepcionales.[70]
- Premio especial de los Trofeos del Deporte del senado de Francia (2007), otorgado por una actuación deportiva excepcional.[71]

## Clasificaciones
| Competición               | 1999/2000 | 2000/2001 | 2001/2002 | 2002/2003 | 2003/2004 | 2004/2005 | 2005/2006 | 2006/2007 | 2007/2008 | 2008/2009 | 2009/2010 | 2010/2011 | 2011/2012 | 2012/2013 | 2013/2014 |
| Juegos Olímpicos          |           |           | 14.º      |           |           |           | 6.º       |           |           |           | 16.º      |           |           |           | 13.º      |
| Campeonato Mundial        |           |           | 13.º      | 6.º       | 2.º       | 6.º       | 2.º       | 1.º       | 2.º       | 3.º       | 3.º       | 8.º       | 4.º       | 9.º       |           |
| Campeonato Europeo        |           |           | 3.º       | 2.º       | 1.º       | 2.º       | 3.º       | 1.º       | 3.º       | 1.º       | 3.º       | 2.º       | 8.º       | 4.º       | 8.º       |
| Campeonato de Francia     | 10.º      | 14.º      | 3.º       | 1.º       | 1.º       | 1.º       | 1.º       | 1.º       | 1.º       |           |           | 1.º       | 1.º       |           | 2.º       |
| Campeonato Mundial Júnior | 15.º      |           |           |           |           |           |           |           |           |           |           |           |           |           |           |
| Final del Grand Prix      |           |           |           | 3.º       |           | 5.º       |           | 1.º       |           |           |           |           |           |           |           |
| Skate America             |           |           | 9.º       | 1.º       |           | 1.º       | 3.º       |           |           |           |           |           |           |           |           |
| Skate Canada              |           |           |           |           |           |           |           |           | 1.º       |           |           |           |           |           |           |
| Copa de China             |           |           |           |           | 2.º       |           |           |           |           |           |           | 4.º       |           | R         |           |
| Trofeo Éric Bompard       |           |           |           | 5.º       | 4.º       | 2.º       | 2.º       | 1.º       |           | 4.º       | 4.º       |           |           | 4.º       |           |
| Copa de Rusia             |           |           |           |           |           |           |           | 1.º       |           | 1.º       |           |           |           |           |           |
| Trofeo NHK                |           |           |           |           | 4.º       |           |           |           |           |           | 1.º       |           |           |           |           |